# Петровка (Лазурненская поселковая община)
Петровка (укр. Петрівка) — село в Лазурненской поселковой общине Скадовского района Херсонской области Украины.
Население по переписи 2001 года составляло 357 человек. Почтовый индекс — 75664. Телефонный код — 5539. Код КОАТУУ — 6522384203.

## Местный совет
75664, Херсонская обл., Голопристанский р-н, с. Новософиевка, ул. Ленина